# Правый Блок
Пра́вый бло́к — всероссийское демократическое движение, объединяющее людей правых и националистических убеждений, на базе идей национал-демократии. Сформировалось в феврале 2018 года, по оценке центра "Сова" может относиться к ультраправой группе.

## Создание, структура
Первыми координаторами движения были избраны Владимир Бурмистров (экс-глава московской лиги КНС), а также вышедшие из переставшей существовать Партии Националистов Голиков Дмитрий, Константин Филин и Илья Сотников.
В 2019 году на основе движения Правый Блок проводилась попытка создания политической партии «Третья Альтернатива» — но запланированный в 2020 году учредительный съезд партии не состоялся, так как в Москве были введены ограничения из-за коронавируса.

## Акции Правого блока
Правый Блок проводит и принимает участие в разнообразных митингах, пикетах, шествиях.
Первой акцией Правого блока стало участие в прошедшем 25 февраля 2018 года ежегодном марше памяти известного политика Бориса Немцова, убитого в 2015 году. Движение построило свою колонну на шествии, под баннерами с лозунгами «Правый Блок против политических репрессий» и «Русский марш против политического террора».
Движение также строило свою, объединённую колонну правых и националистов на маршах памяти Немцова и в 2019, и в 2020 году.
Правый блок объявил бойкот выборам Президента РФ 18 марта 2018 года.
Правый Блок, многие из координаторов которого в прошлом были организаторами Русского марша, в 2018
, 2019 и 2020

 годах пытались проводить это же мероприятие в новом формате и под новым названием «Правый марш», однако столкнулись с противодействием властей .
1 мая 2018 года в Твери состоялась акция «Русский Первомай».  Её провели соратники Правого Блока совместно с местным движение "На страже Руси" в гайд-парке на Площади Славы. Проведение акции первоначально планировалось в Москве, но власти отказали им в согласовании, и акцию перенесли . 
Правый Блок выступил в качестве соорганизаторов митинга «За свободную Россию без репрессий и произвола!», прошедшего 10 июня 2018 года в Москве на проспекте Академика Сахарова, по инициативе Льва Пономарева.
Также Правый Блок принимал участие в шествии, организованном 29 июля 2018 года либертарианцами, а также 10 августа 2018 года — в пикете в честь годовщины провала путча ГКЧП . Также в августе 2018 года была проведена акция в поддержку фигурантов дела «Нового величия» .  
29 сентября 2019 года Правый Блок принял участие в крупном митинге против репрессий по «московскому делу».

## Участие в выборах
На выборах в Московскую городскую думу в 2019 году был выдвинут координатор Правого Блока Владимир Бурмистров.
14 июля 2019 года Бурмистрова задержали по пути на акцию протеста в поддержку незарегистрированных кандидатов в Мосгордуму в Новопушкинском сквере.
5 августа 2019 года у кандидата от правых Бурмистрова был проведен обыск, после которого он был задержан и арестован на 3 суток.
В 2020 году Правый Блок поддерживал 11 кандидатов, выдвигавшихся на муниципальных выборах в Московской области, ни один из которых не был зарегистрирован. По этому поводу движение провело ряд акций протеста.
В 2021 году один из координаторов движения «Правый блок»,  Дмитрий Голиков  пойдёт на выборы в Государственную Думу в 210-м Чертановском одномандатном округе.

## Преследование активистов
24 марта 2018 года в Волоколамске были задержаны несколько активистов «Правого блока», направлявшихся на митинг против выбросов вредных веществ со свалки в Ядрово .
14 сентября 2018 координатора Правого блока Владимира Бурмистрова вызвали на беседу в отдел полиции района «Соколиная гора», где его опросили сотрудники Центра по противодействию экстремизму о прошедших в Москве акциях против пенсионной реформы.
4 ноября 2018 года, в День народного единства и проведения Русского марша, задержали  координатора «Правого блока» Владимира Бурмистрова перед акцией, в квартире у него был проведен обыск, правоохранители изъяли всю цифровую технику. Оказалось, что координатор «Правого блока» проходит свидетелем по делу, возбужденному по статье 213 УК (хулиганство).
29 марта 2019 года в Костроме на вокзале сотрудники привокзальной полиции задерживали координатора «Правого блока» Владимира Бурмистрова, который приехал на открытие местного отделения «Правого блока». Помимо этого, он и другие активисты устраивали серию одиночных пикетов против автономного интернета и за введение визового режима со странами Средней Азии. Бурмистрова задержали на вокзале, когда он собирался покинуть город. Сотрудники привокзальной полиции хотели провести досмотр его личных вещей, вскоре его отпустили, не предъявив никаких обвинений.
24 апреля 2019 года в Москве на Тверском бульваре полиция задержала пятерых националистов, в т.ч. из Правого Блока. Причина задержания неизвестна.
19 мая 2019 года Свердловский районный суд Костромы арестовал на 5 суток координатора регионального отделения «Правого блока» Степана Разина (Святывода) из-за картинок во «ВКонтакте» .
29 июля 2020 года в здании ТИК подмосковного Лыткарино во время подписей задержали кандидата в муниципальные депутаты Сергея Турушина и координатора «Правого блока» Владимира Бурмистрова. Сборщиков подписей полицейские некоторое время удерживали на месте задержания, затем отпустили, не предъявив обвинений..

28 августа 2020 года полиция задержала координатора «Правого блока» Владимира Бурмистрова и увезла, как потом выяснилось, в УВД ВАО и ГУВД г. Москвы, где был допрошен по ряду интернет-роликов и регистрации партии "Третья Альтернатива".
24 марта 2024 года было объявлено что движение было распущенно ещё с 2020 года 